# The Amazing Mr. X
The Amazing Mr. X è un film del 1948, diretto da Bernard Vorhaus. 

## Trama
Una sera la ricca vedova Christine, dalla sua casa sovrastante la scogliera discende sulla sottostante spiaggia e incontra uno sconosciuto che dimostra di essere al corrente di svariati avvenimenti della sua vita passata: dice di aver visto il cadavere del marito di lei, Paul Faber - scomparso due anni addietro nel rogo della sua automobile -, alla quale Christine è ancora legata al punto da non accettare completamente le profferte amorose di Martin Abbott, che vorrebbe sposarla; lo sconosciuto infine si presenta come Alexis, "consulente medianico".
In seguito a Christine accadono avvenimenti strani: sente voci, ha allucinazioni, che ella intende come presagi ed ammonimenti inviatigli dall'aldilà dal defunto marito. Inizia quindi a frequentare assiduamente Alexis nel tentativo di contattare lo spirito di Paul. Janet, la sorella minore di Christina, che abita con lei, e Martin cominciano a preoccuparsi per la donna, e, anche con l'aiuto di un investigatore privato, cercano prove che permettano di smascherare Alexis come mistificatore. Il primo passo è mandare Janet, sotto falso nome, in avanscoperta nello studio di Alexis, ma il medium non solo dimostra di essere ben a conoscenza delle circostanze di vita della ragazza, ma fa nascere nell'ingenua ed inesperta fanciulla uno sconfinato sentimento di ammirazione per lui.
Alexis è in effetti un abile ciarlatano; il suo studio – nel quale abita anche un suggestivo corvo ammaestrato - è ben provvisto di passaggi segreti, punti di osservazione camuffati, pedane rotanti, microfoni, registratori, altoparlanti e quant'altro possa trarre in inganno chiunque facendolo credere un medium. Le informazioni che Alexis ha sulla vita di Christine gli provengono dalla sua complice Vivian, che, sotto il nome di Emily, è stata appositamente piazzata come governante in casa delle due sorelle. Lo scopo di Alexis, in questo caso come in innumerevoli casi precedenti, è quello di farsi pagare quanto più denaro possibile dai suoi clienti suggestionabili e creduloni.
Durante una riunione medianica da Alexis, alla quale sono presenti le due sorelle insieme, il falso medium attiva i propri marchingegni e trabocchetti illusionistici per simulare una visita dello spirito di Paul, quando irrompono Martin e l'investigatore, che non trovano prove della sua attività truffaldina, ma costringono il sedicente sensitivo ad una seduta spiritica a carte scoperte, ovvero senza che possa avvalersi di alcuno stratagemma o trucco. Per lo stupore di tutti – in primo luogo di Alexis – lo spirito evocato appare, e parla a Christine. Gli ospiti se ne vanno, e Alexis, scosso e incredulo, rimane solo.
Gli si presenta nello studio, all'improvviso, Paul, vivo e vegeto. Si apprende che più di una volta egli aveva contratto matrimonio con donne ricche, per poi ucciderle e intascarne l'eredità. Il corpo carbonizzato all'interno dell'auto di Paul non era evidentemente il suo, ma probabilmente quello della moglie precedente a Christine. Paul fa notare ad Alexis che – a meno di non smascherarsi da se stesso – non può rivelare il fatto che egli sia ancora in vita, e gli propone, allo scopo di impadronirsi anche delle sostanze e proprietà di Christine, di continuare l'opera di seduzione di Janet, sposarla, e mettere le mani su tanta ricchezza. Paul – a suo dire - si sarebbe occupato di Christine (eliminandola), per quanto non sia chiaro come le sostanze delle ricche sorelle sarebbero poi passate a lui.
Il piano si avvia: Alexis trasferisce parte dei propri trucchi tecnologici a casa delle sorelle, e, con l'aiuto di Paul, mette in opera gli stratagemmi atti a far sì che Christine muoia, eventualmente per suicidio, mentre al finto veggente riesce facile conquistare la giovane Janet. Christine, attirata in un tranello, cade dalla scogliera ma miracolosamente sopravvive , pressoché illesa. I tentativi di eliminarla si susseguono, ma si verifica un intoppo: è proprio Janet – nonostante sia ancora completamente ammaliata da Alexis - a scoprire piuttosto fortuitamente la truffa del finto medium, e ad avvertire Martin perché accorra.
Martin arriva, con la polizia, che uccide Paul (questa volta per davvero) dopo che egli aveva tentato di far fuoco. Alexis è ferito, è assistito da Janet, ancora sotto il suo incantesimo, e le chiede, morente, di liberare il corvo ammaestrato.